# Nhà thờ chính tòa Đức Bà Reims
Nhà thờ Đức Bà Reims (tiếng Pháp: Notre-Dame de Reims) là nhà thờ chính tòa của Tổng giáo phận Reims, tại thành phố Reims, cộng hòa Pháp. Được xây dựng từ thế kỉ 13, đây là một trong các nhà thờ cổ nhất và cũng là lớn nhất của Pháp. Nhà thờ Đức Bà Reims còn là công trình kiến trúc Gothic tiêu biểu của Pháp và là nơi đăng quang của gần như toàn bộ các hoàng đế Pháp, vị vua cuối cùng làm lễ đăng quang tại đây là Charles X (ngày 29 tháng 5 năm 1825).
Năm 1991, quần thể kiến trúc tôn giáo Reims gồm nhà thờ Đức Bà, Cung điện Tau và Nhà thờ Saint-Remi đã được UNESCO công nhận là Di sản thế giới. Hiện nay đây là một trong những điểm thu hút khách du lịch lớn của Pháp, chỉ trong năm 2006 nó đã thu hút 1,5 triệu lượt khách.

## Lịch sử
Nhà thờ chính tòa đầu tiên được xây dựng ở Reims là vào thế kỉ 5 trên nền một nhà tắm công cộng kiểu La Mã. Tại nhà thờ này vào năm 498, giám mục Saint Remi đã làm lễ rửa tội cho vua Clovis của người Francs. Năm 816, con trai của Charlemagne là Louis I le Pieux đã chọn Reims để làm lễ đăng quang hoàng đế. Từ năm 1027, vua Henri I đã quyết định Nhà thờ Đức Bà Reims là nơi đăng quang duy nhất của hoàng gia Pháp.
Ngày 6 tháng 5 năm 1211, tổng giám mục Aubry de Humbert bắt đầu cho xây dựng nhà thờ chính tòa của Reims để thay thế cho nhà thờ đã bị phá hủy trong trận hỏa hoạn một năm trước đó. Công trình lớn này được hoàn tất năm 1275 với 4 kiến trúc sư kế tiếp nhau phụ trách là Jean d'Orbais, Jean-le-Loup, Gaucher de Reims và Bernard de Soissons. Đây chính là hình dáng của nhà thờ tồn tại đến hiện nay.
Trong Chiến tranh thế giới thứ nhất nhà thờ bị hủy hoại bởi các cuộc ném bom của quân Đức. Năm 1919 sau khi chiến tranh kết thúc, việc tu sửa nhà thờ được tiến hành ngay dưới sự chỉ đạo của kiến trúc sư Henri Deneux. Hiện nay các gác chuông của nhà thờ chỉ còn 2 quả chuông là Marie (nặng 12 tấn) và Charlotte (nặng 8 tấn), chúng không còn được sử dụng vì sợ sẽ làm nguy hiểm tới cấu trúc nhà thờ vốn đã bị tổn hại một lần nữa trong Chiến tranh thế giới thứ hai.

## Kiến trúc

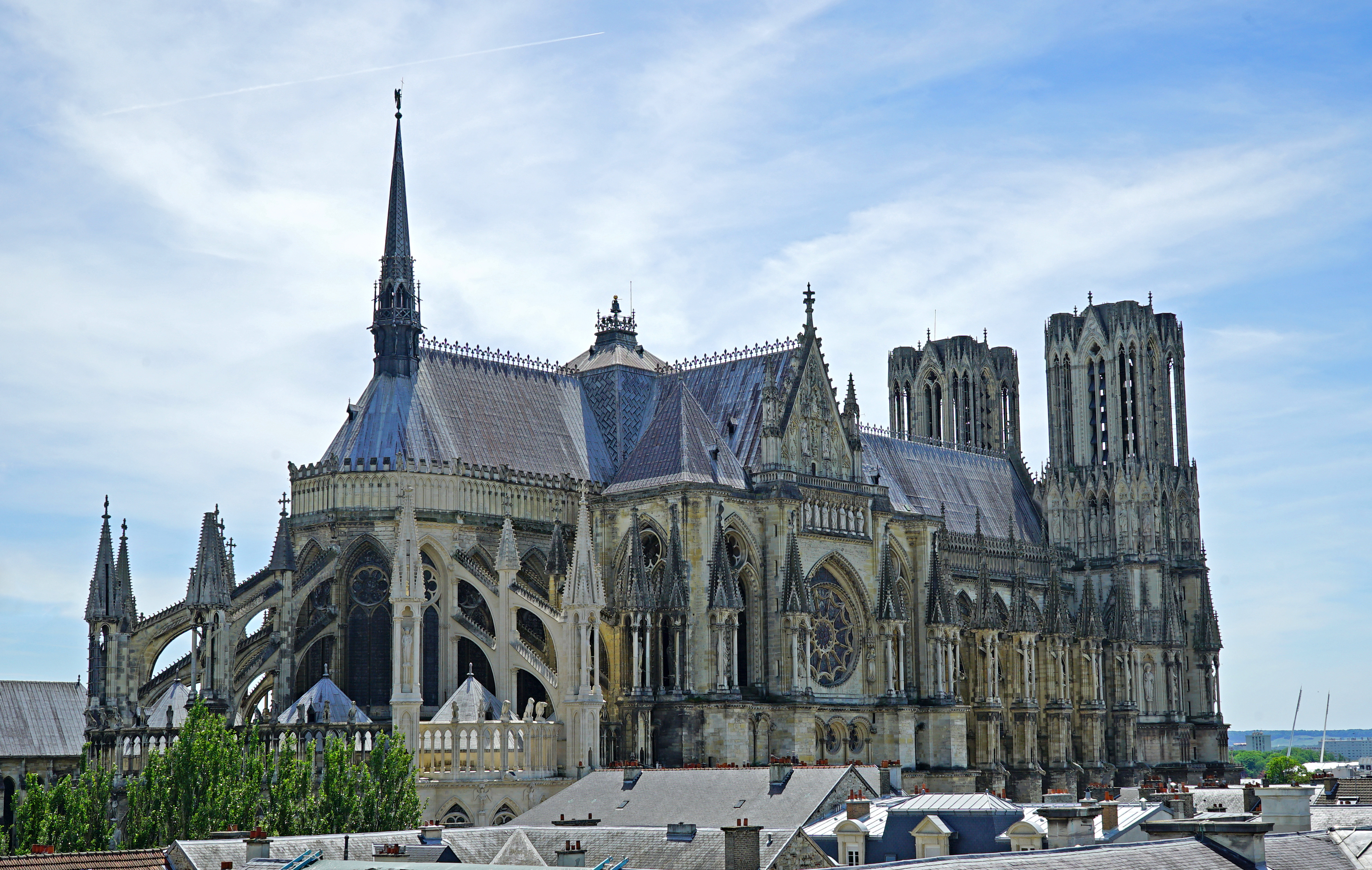
Hậu đường (trái), hành lang nhà thờ (phải), gian giữa và phía tây (phải)

Nhà thờ Đức Bà Reims có số tượng được trang trí vào loại lớn nhất châu Âu với tổng số lên tới 2303 bức. Kiến trúc của nhà thờ tương đối đồng nhất mặc dù đã trải qua quá trình xây dựng và tu sửa kéo dài. Chiều cao của gian chính là 38 mét, chiều cao tối đa của hai tháp chuông là 87 mét.

## Kỷ niệm 800 năm
Năm 2001, thành phố Reims tổ chức kỷ niệm 800 nhà thờ. Lễ diễn ra từ ngày 6/5 đến 23/10. Các buổi hòa nhạc, biểu diễn đường phố, triễn lãm, hội thảo và chuỗi các buổi trình diễn ánh sáng đã làm nổi bật nhà thờ và cột mốc 800 tuổi. Thêm vào đó, 6 cửa sổ và kính nhuộm màu thiết kế bởi họa sỹ người Đức, Imi Knoebel được công bố và ngày 25/6/2011. Sáu cửa sổ bao phủ diện tích 128m² và được đặt ở hai bên của cửa sổ Chagall trong hậu đường của nhà thờ.

## Hình ảnh

Sơ đồ nhà thờ
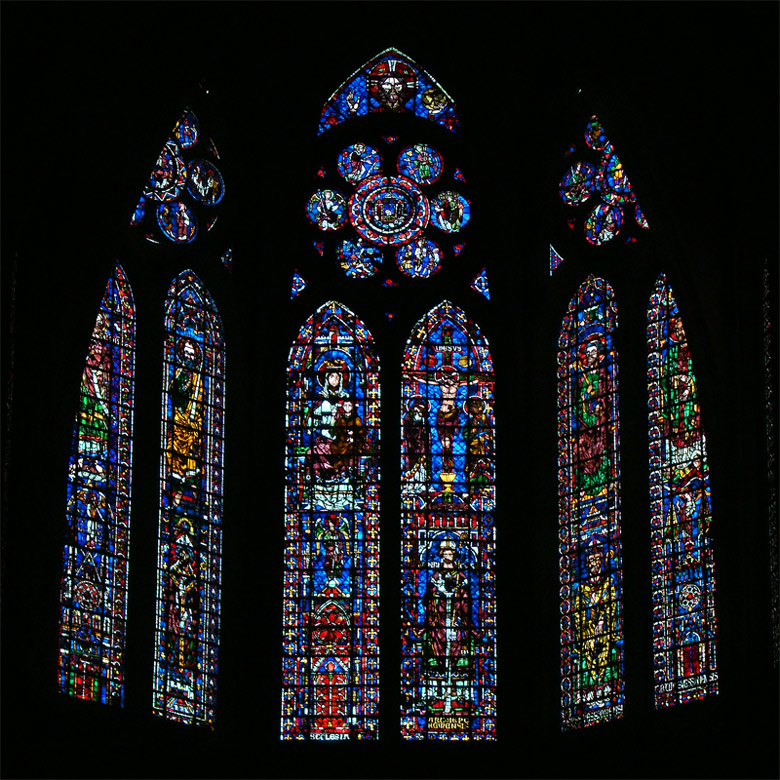
Cửa sổ hoa hồng và kính màu ghép
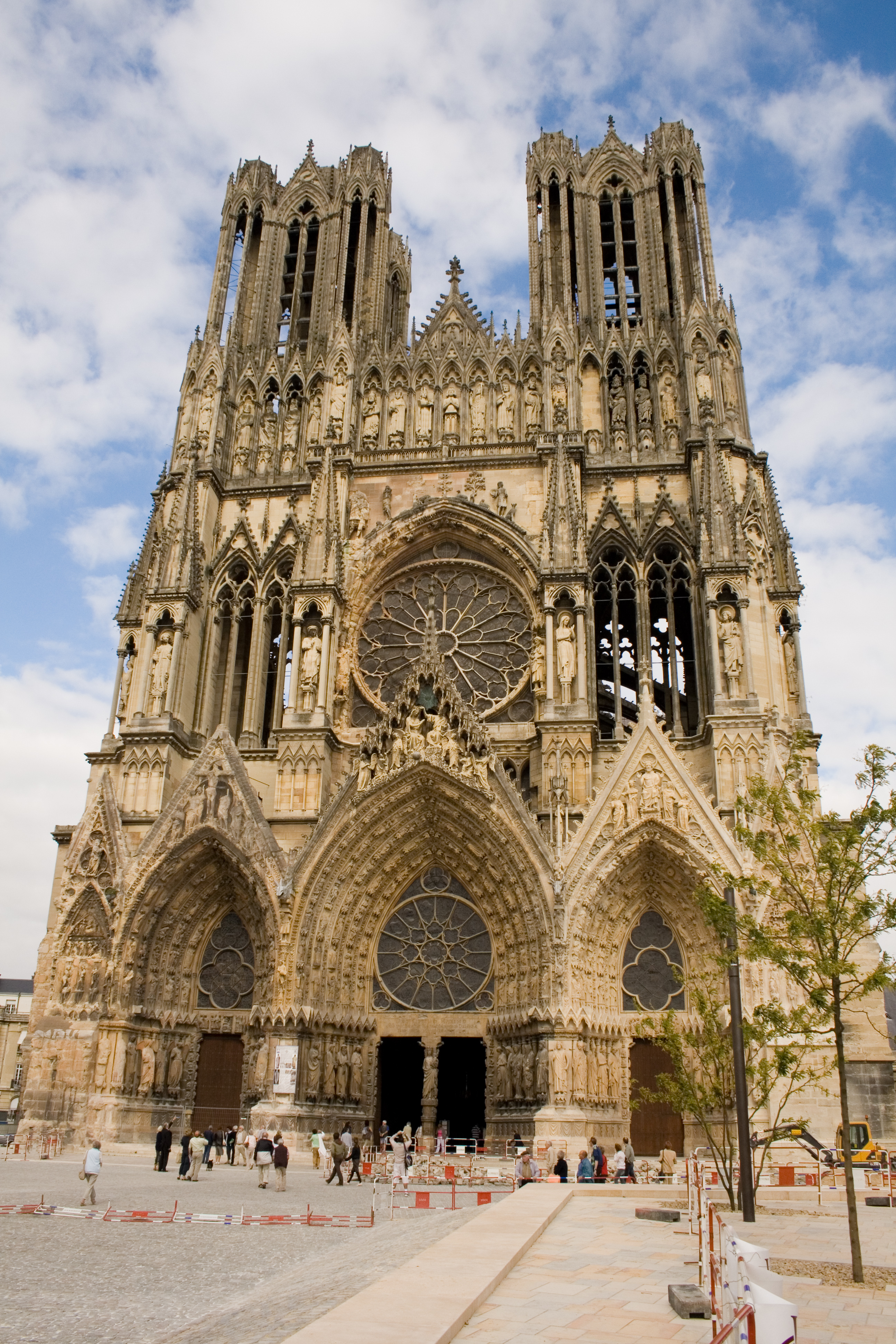
Mặt phía Đông
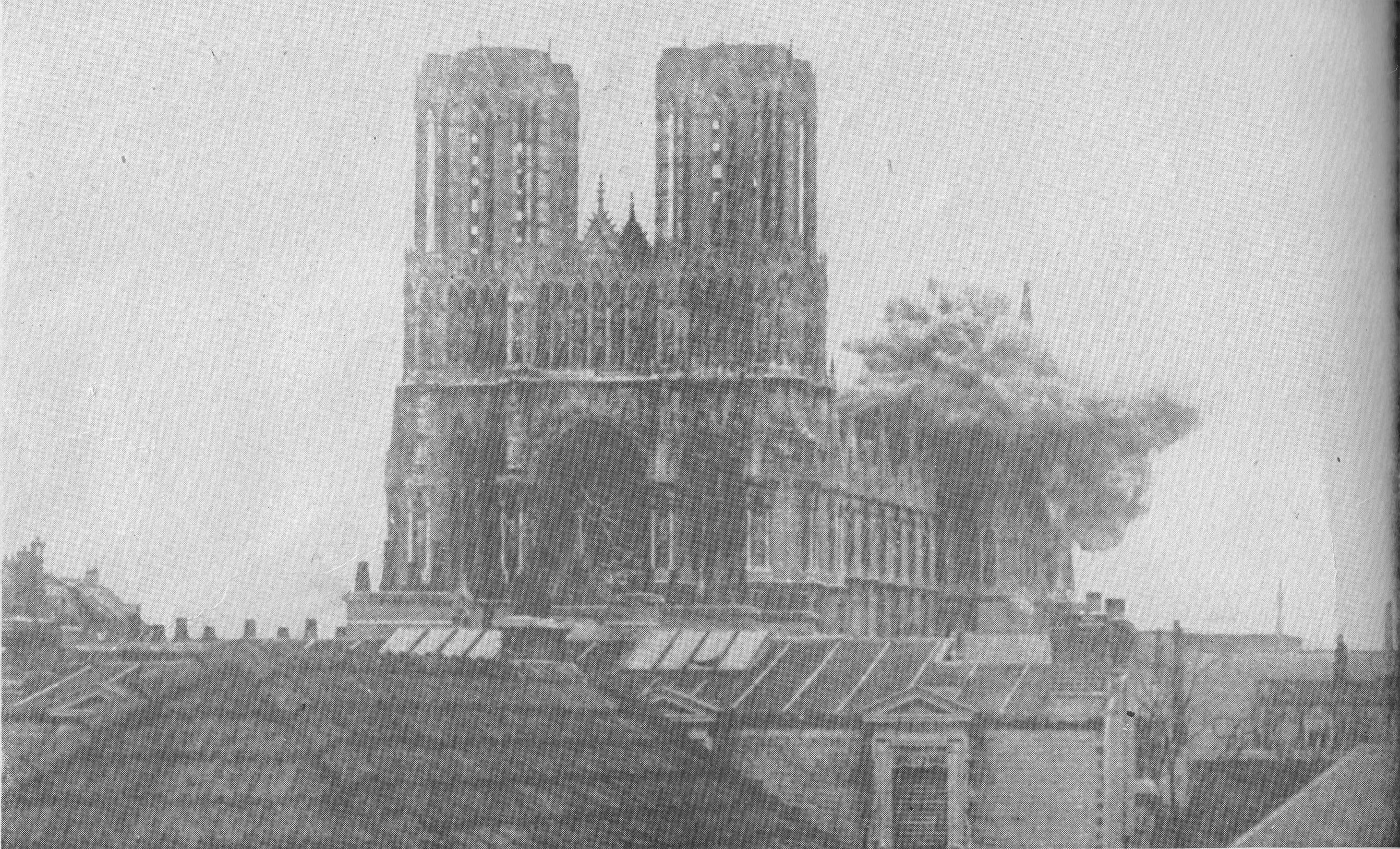
Vụ nổ trong Chiến tranh thế giới thứ nhất
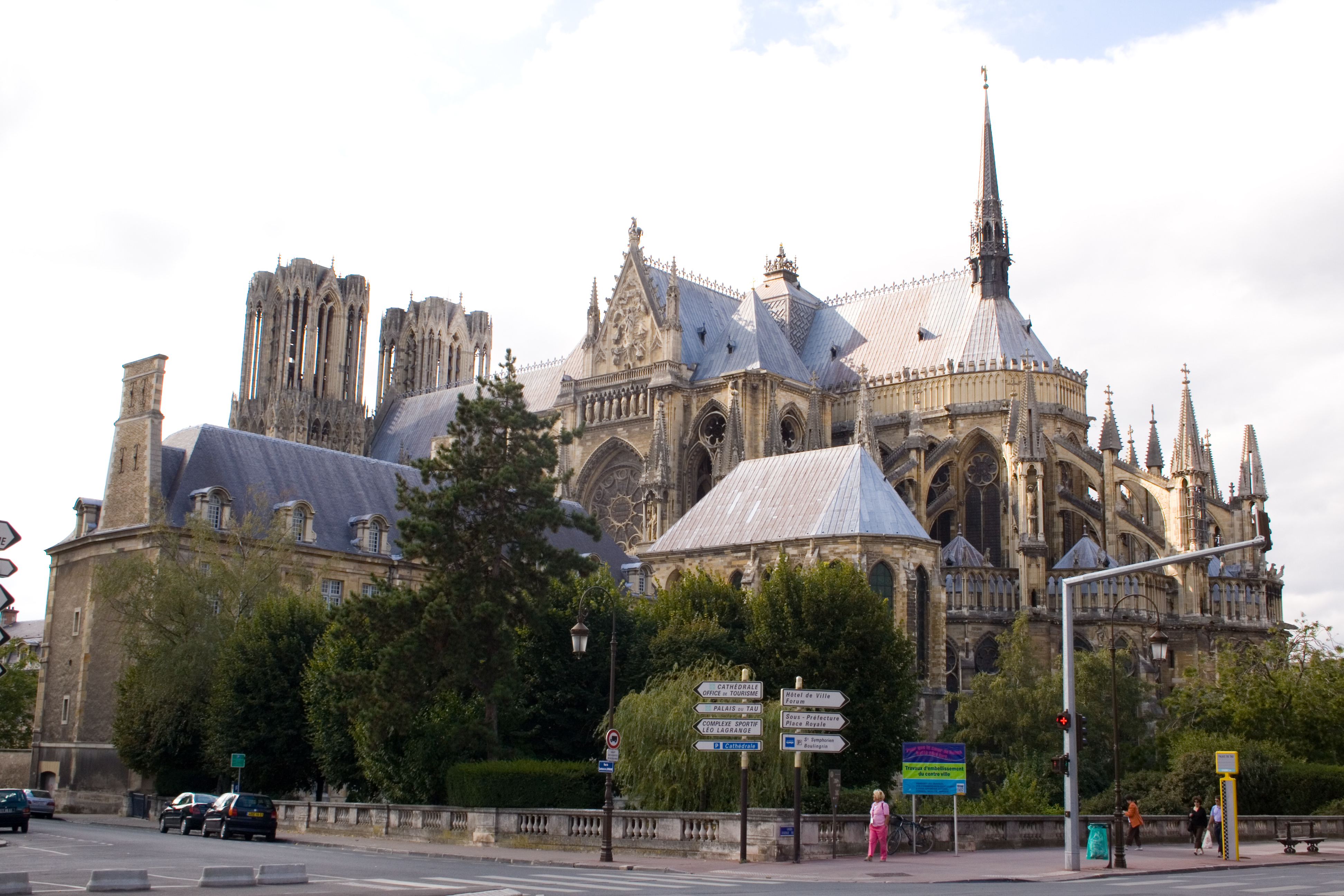
Nhà thờ nhìn từ phía sau
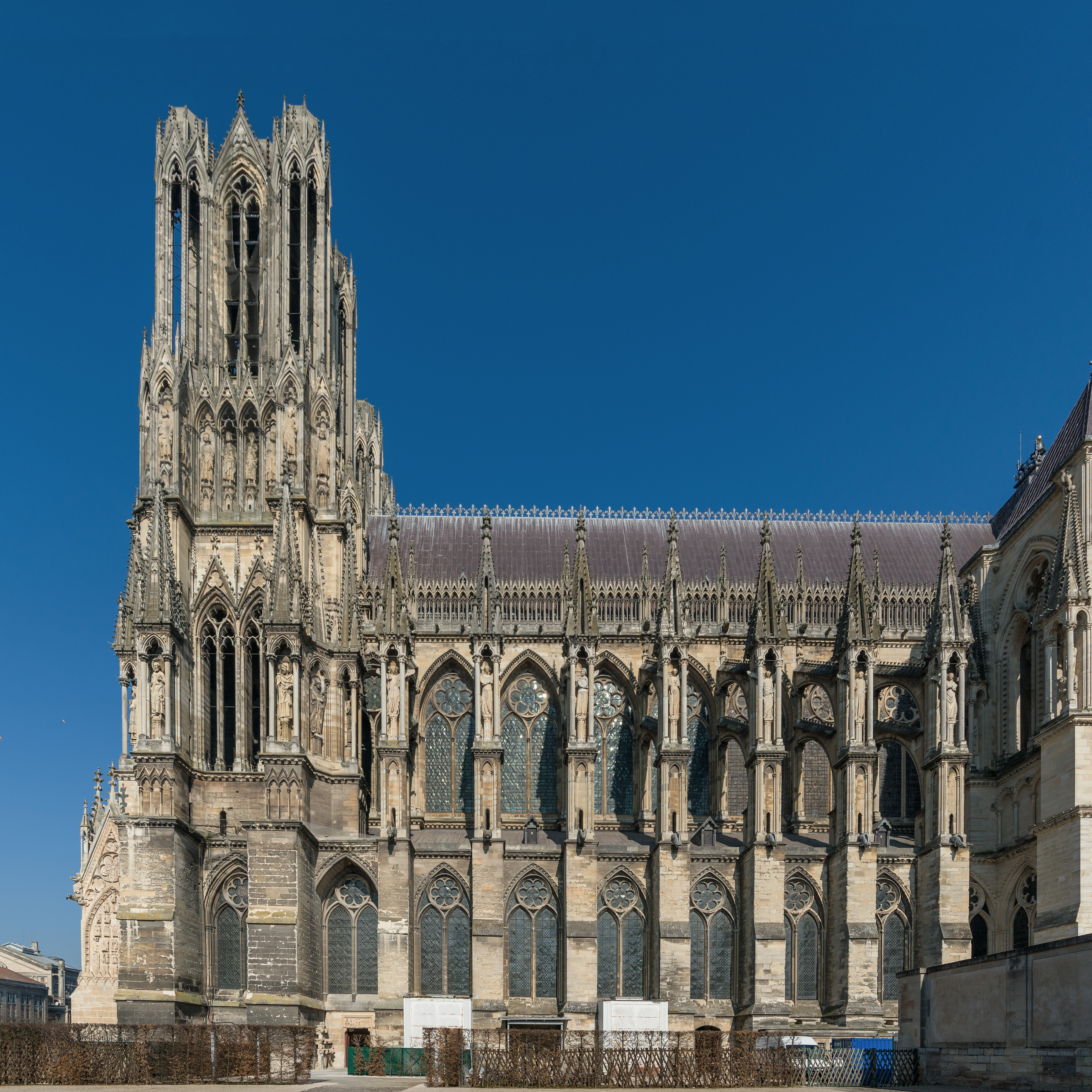
Mặt phía nam
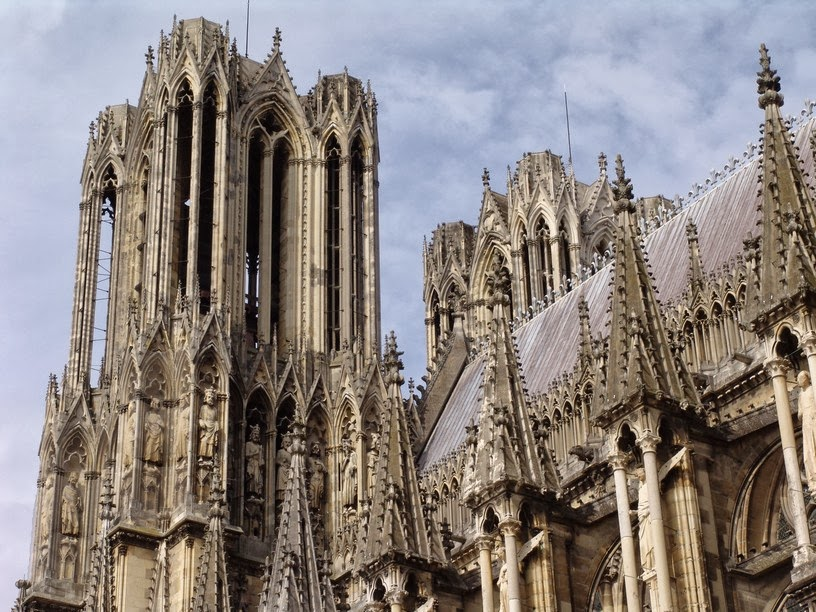
Tháp phía nam
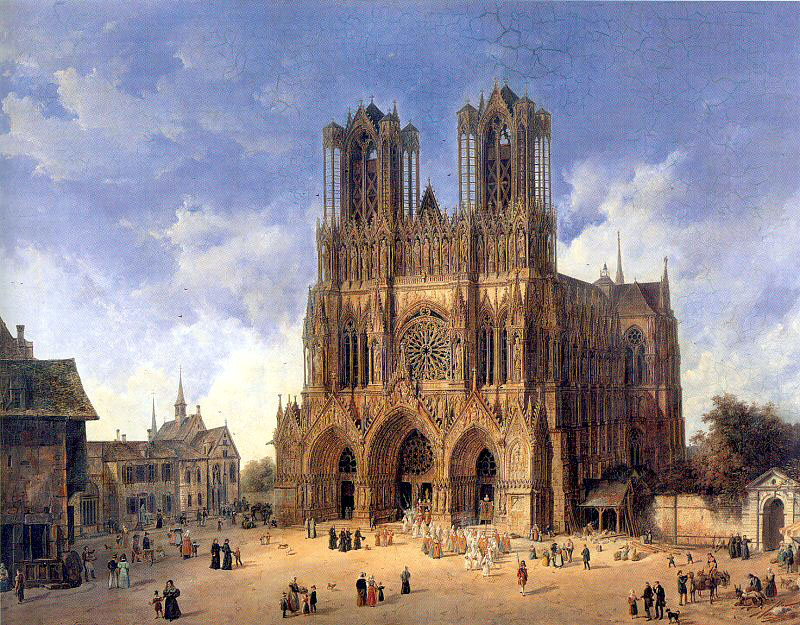
Tranh vẽ thế kỉ 19
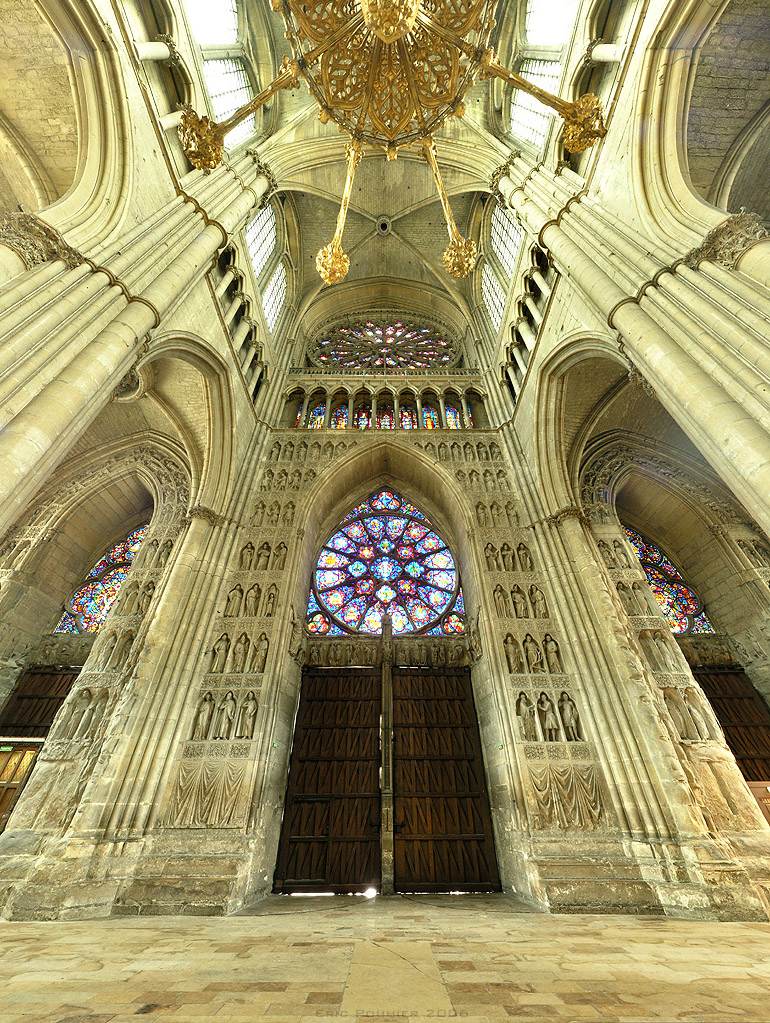
Bên trong nhà thờ
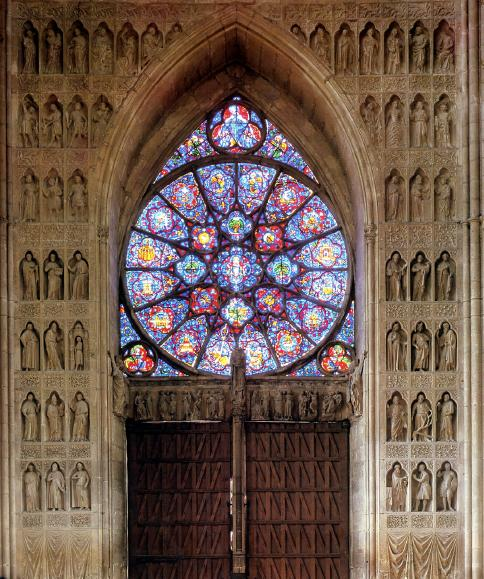
Cửa nhà thờ nhìn từ bên trong
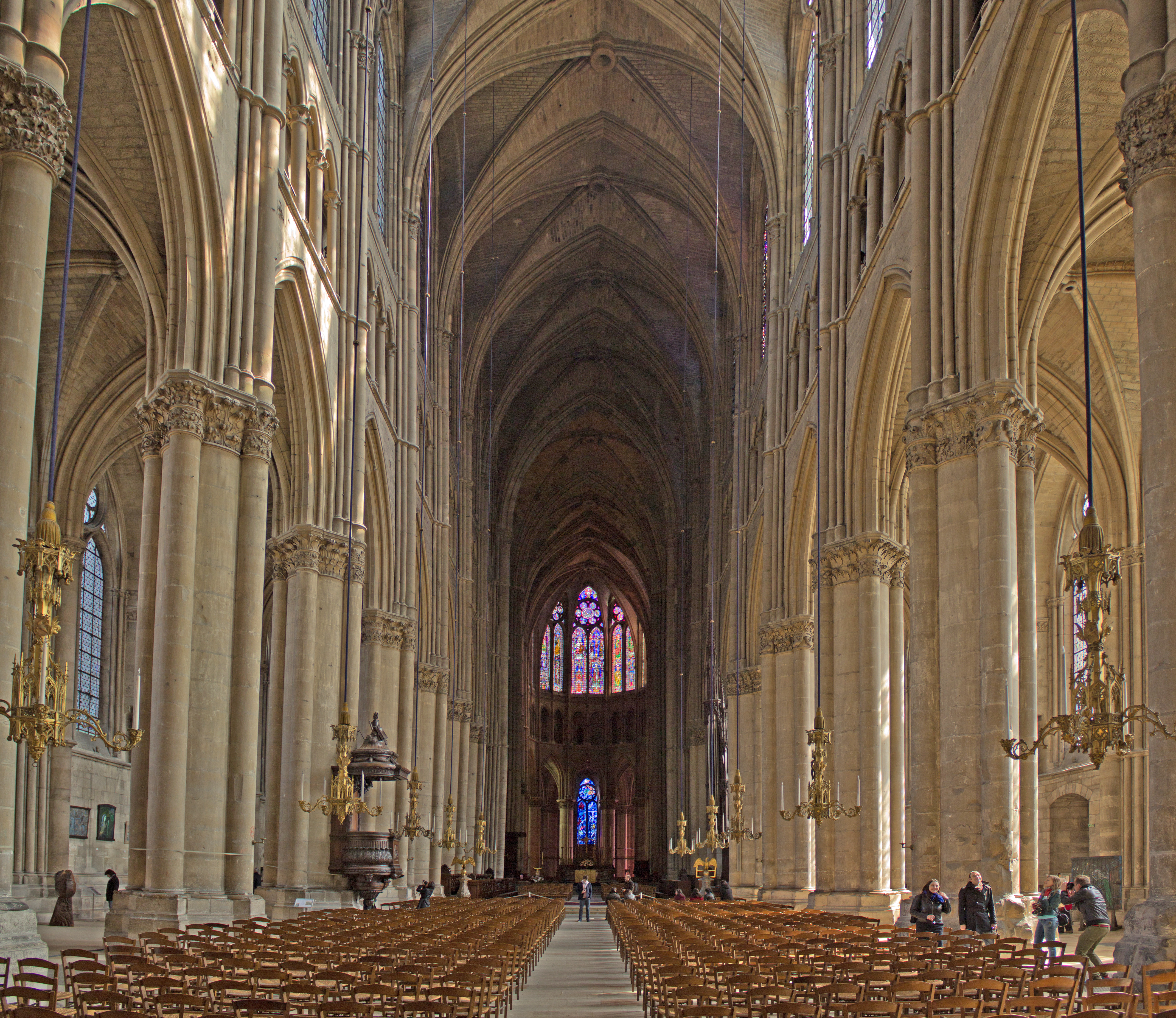
Gian chính nhà thờ